# Statuie ecvestră
Statuia ecvestră (sau sculptura ecvestră) este forma de reprezentare publică preluată din epoca antică la nivel mondial care reprezintă o persoană în postura de călăreț.

## Prezentare
Statuile ecvestre din Roma Antică erau puse în evidență prin ridicarea lor pe un soclu cu inscripție. Ele dominau piețele publice în tot imperiul și exprimau în mod deliberat eroizarea indivizilor ca ipostază a autorității. De atunci, omul de vază, călare, a devenit un simbol al puterii și motiv de exprimare a prestigiului și demnității. Singura statuie ecvestră păstrată din acea perioadă este cea a lui Marc Aureliu, la Roma, turnată în bronz. Restul statuilor antice au dispărut, pentru că au fost topite spre a se fabrica din ele tunuri. Prin unicitatea ei, a devenit material de cercetare și inspirație pentru sculptorii Renașterii.
Abia în Renaștere, în 1444, Donatello a realizat o statuie ecvestră cunoscută sub numele de Gattamellata ("pisica tărcată"), reprezentându-l pe vestitul condottiere Erasmo da Narni din Veneția, statuie amplasată în piața din fața catedralei din Padova, care egalează și chiar depășește statuia ecvestră a împăratului Marc Aureliu, în ce privește complexitatea concepției compoziționale.
Conform unei legende urbane, se spune că modul în care sunt reprezentate picioarele calului arată cum a murit călărețul:
- dacă cele două picioare din față ale calului sunt în aer, ar însemna că eroul (călărețul) a murit în luptă.
- dacă un picior din față al calului este în aer, ar însemna că eroul a murit din cauza rănilor primite în război, sau a fost ucis mișelește.
- dacă toate cele patru picioare ale calului sunt la sol, ar însemna că personajul aflat pe cal a murit de moarte naturală.

Este însă doar o legendă, apărută în SUA după Războiul de Secesiune. Există nenumărate statui care contrazic aceste „reguli”.
Cea mai mare statuie ecvestră din lume, cu înălțimea de 40 de metri, este monumentul închinat lui Ginghis Han, ridicat în 2009, la 54 de kilometri de Ulan Bator.

## Statui ecvestre
- Statuia lui Mihai Viteazul din București (1874, București)
- Statuia ecvestră a lui Ștefan cel Mare (1883, Iași)
- Statuia lui Matia Corvin (1902, Cluj-Napoca)
- Statuia Cavaleristului în atac (1927, Iași)
- Statuia ecvestră a lui Carol I (1939, București)
- Statuia ecvestră a lui Mihai Viteazul din Alba Iulia
- Statuia ecvestră a lui Mihai Viteazul (1968, Alba Iulia)
- Statuia ecvestră a lui Mihai Viteazu (1976, Cluj-Napoca)
- Statuia ecvestră a lui Ștefan cel Mare (1977, Suceava)
- Statuia ecvestră a lui Mihai Viteazul din Târgu Mureș

## Galerie

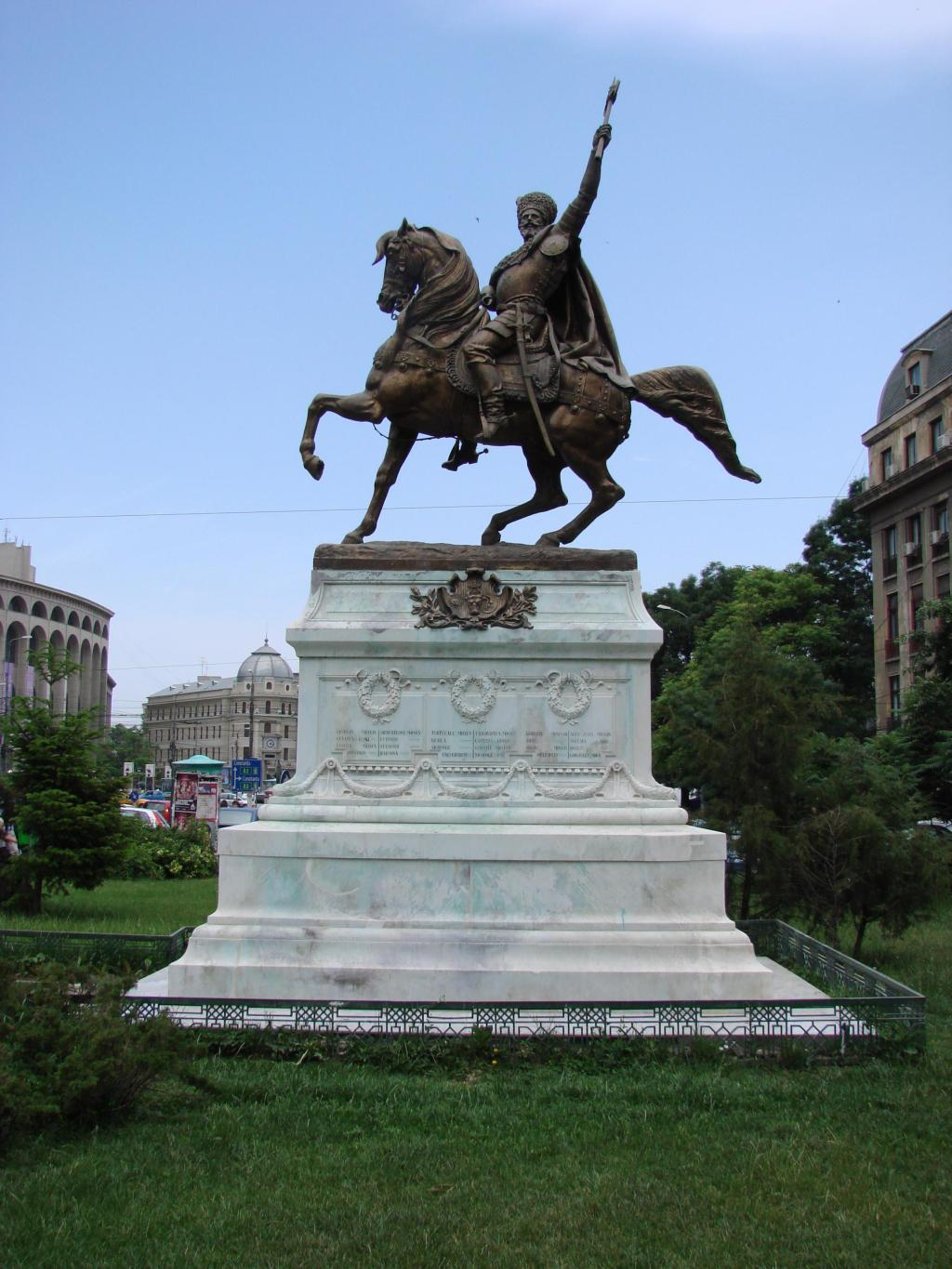
Statuia ecvestră a lui Mihai Viteazu din București
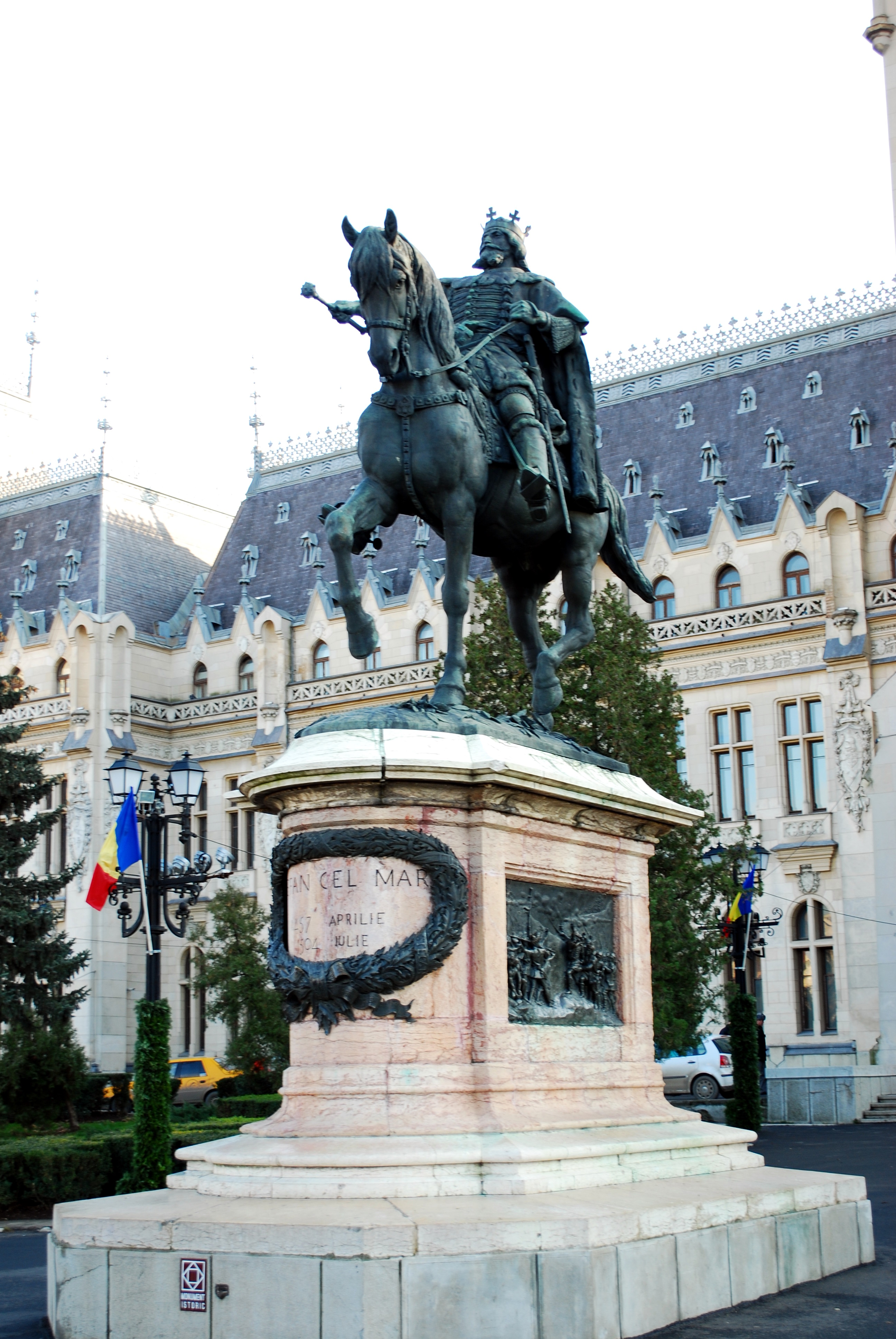
Statuia ecvestră a lui Ștefan cel Mare, Iași
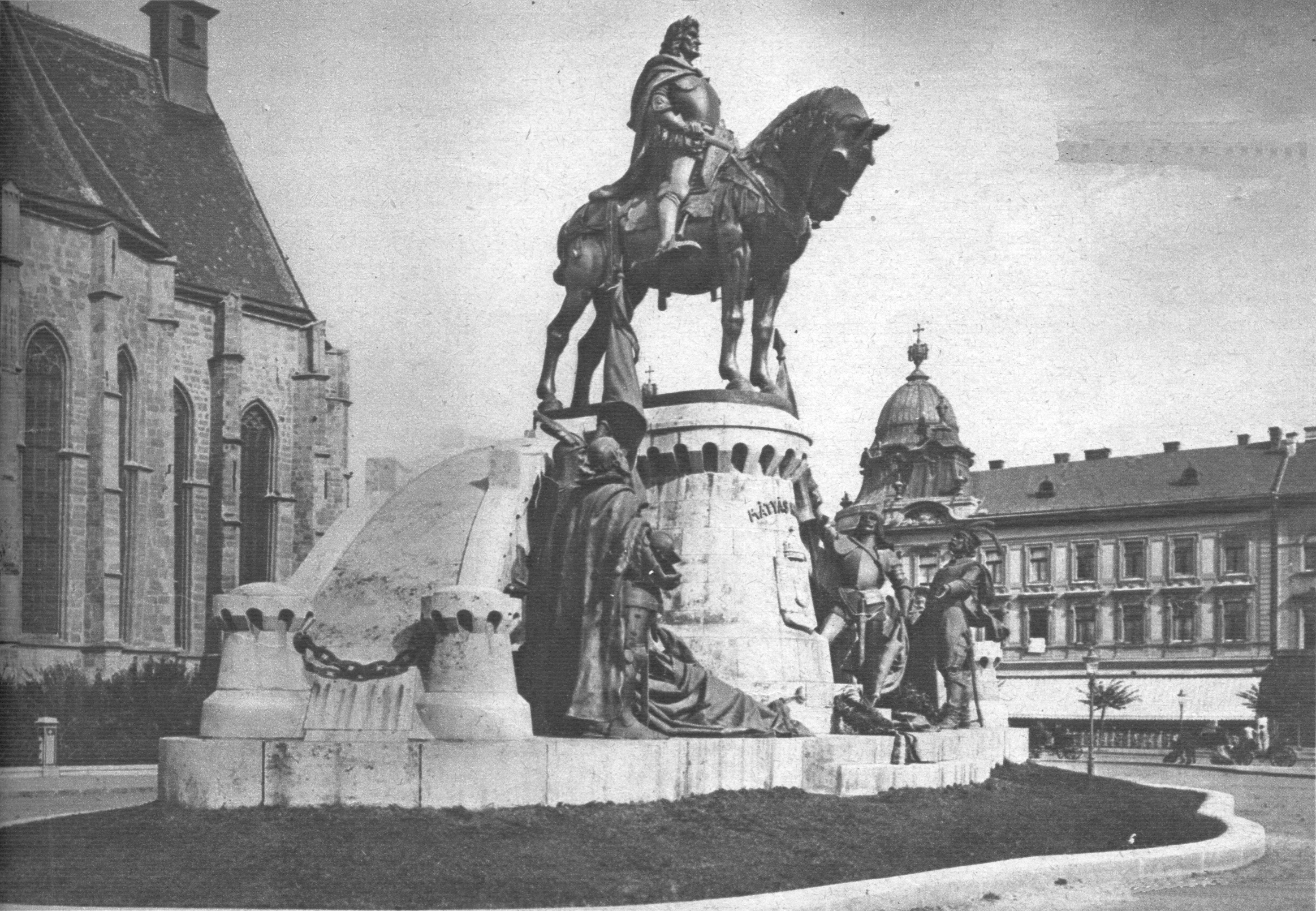
Statuia lui Matia Corvin în 1902, Cluj-Napoca
Statuia Cavaleristului în atac din Iași
Statuia ecvestră a lui Carol I, realizată în 1939 de Ivan Meštrović, București
Statuia ecvestră a lui Mihai Viteazul din Alba Iulia
Statuia ecvestră a lui Mihai Viteazu din Cluj
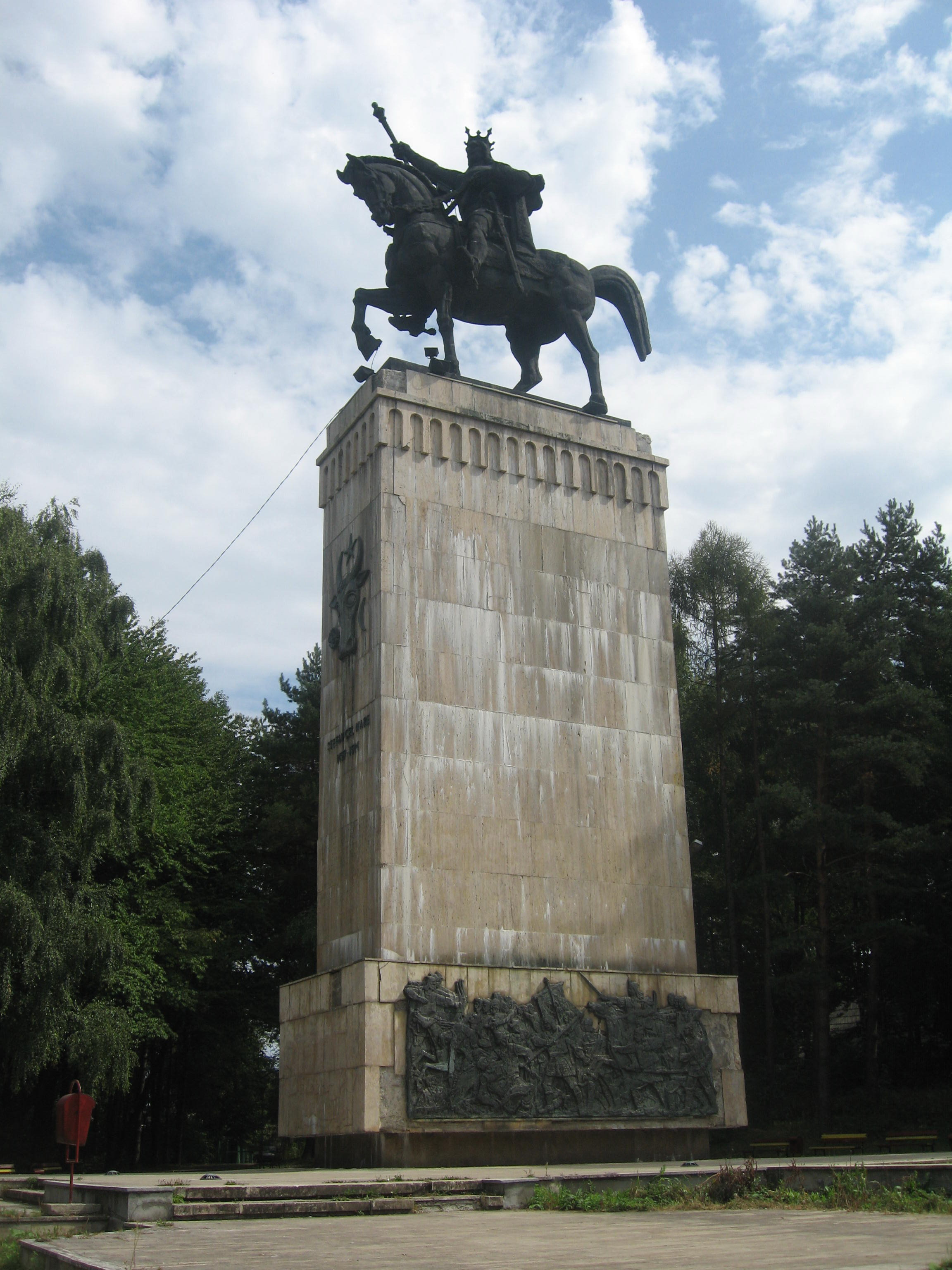
Statuia ecvestră a lui Ștefan cel Mare din Suceava
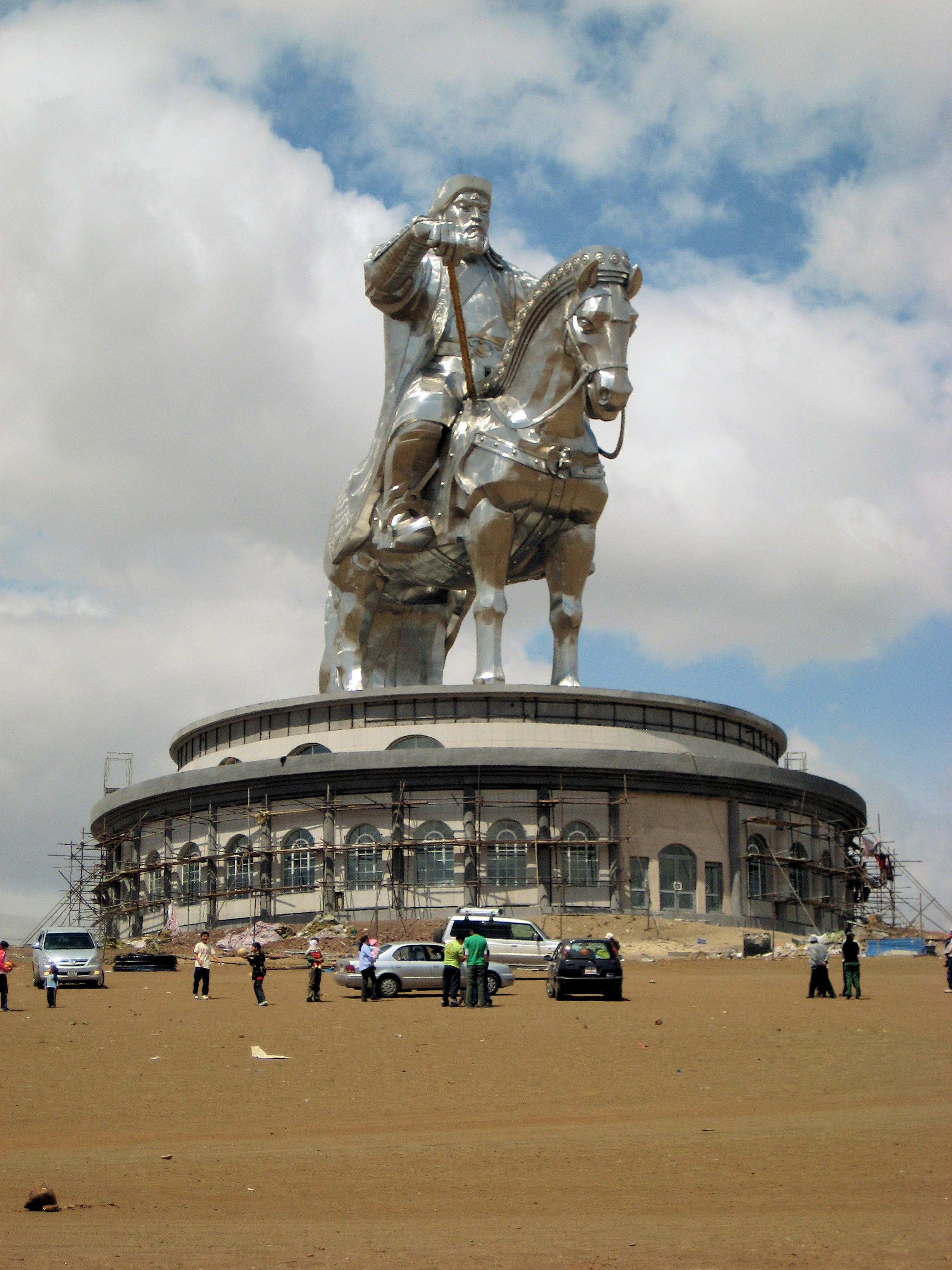
Statuia ecvestră a lui Ginghis Han
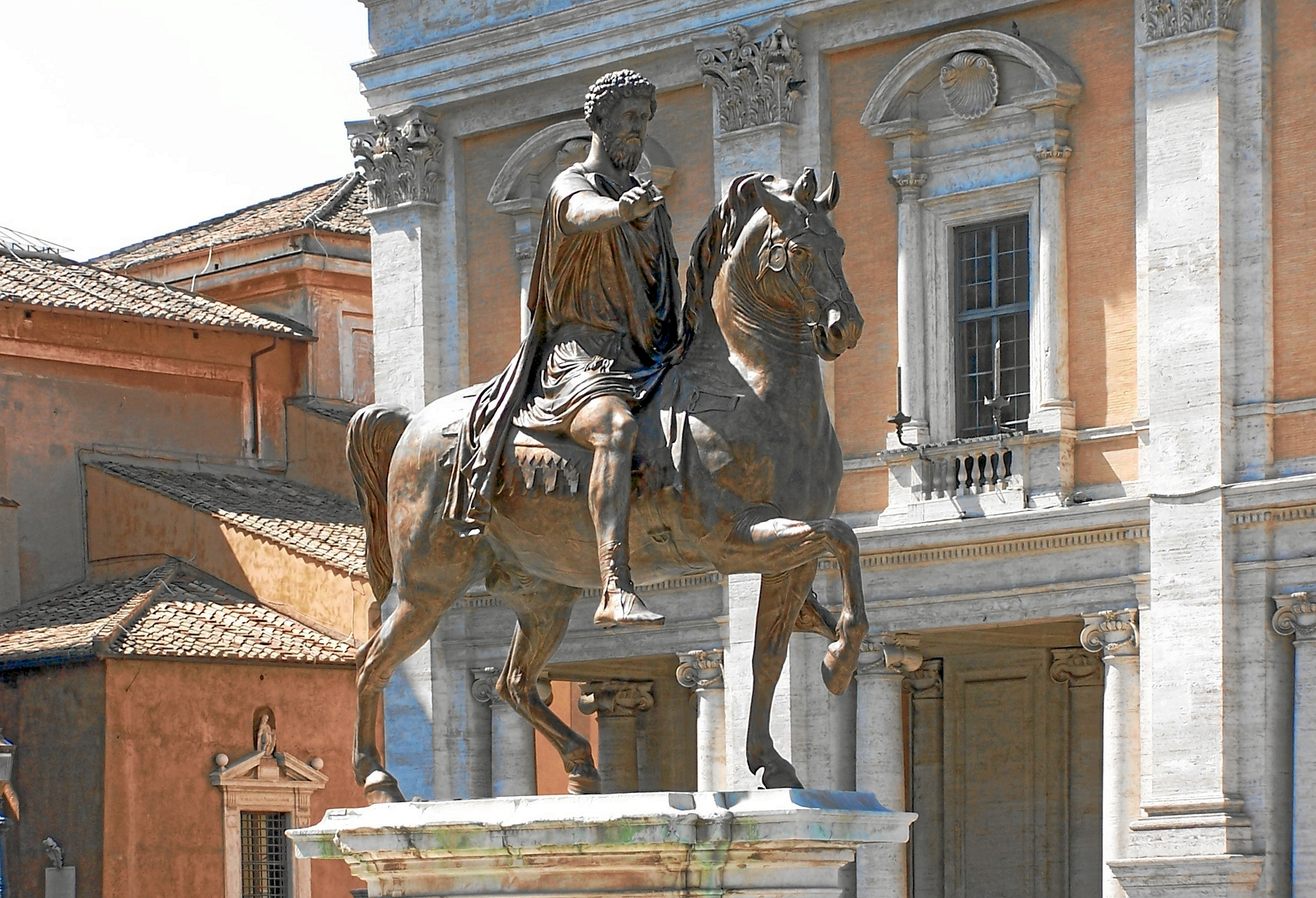
Statuia ecvestră a lui Marc Aureliu, "Piazza del Campidogllio", Roma
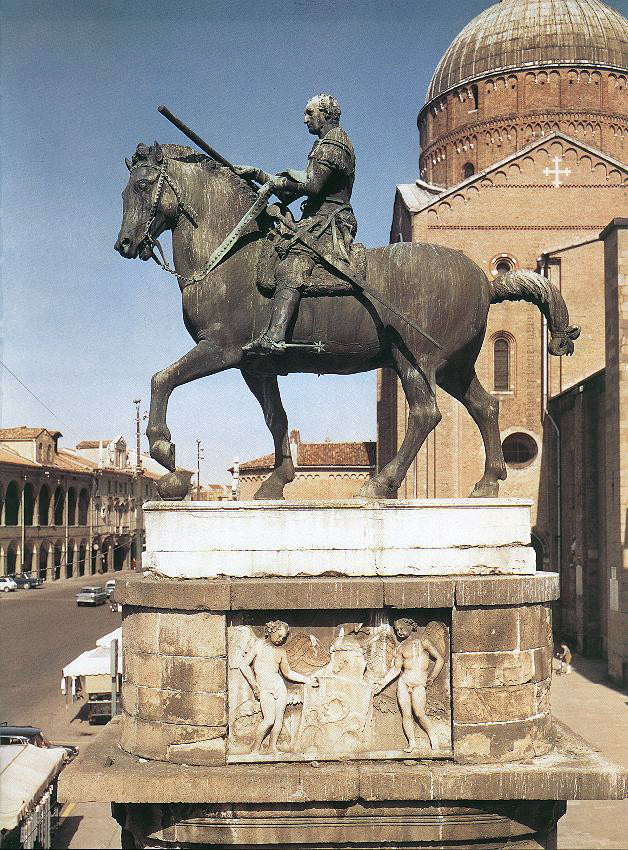
Statuia ecvestră a lui Erasmo de Narni
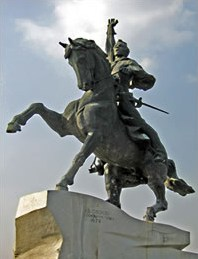
Alexandr Suvorov